# L'amore innocente
L'amore innocente è un'opera in due atti di Antonio Salieri su libretto di Giovanni Gastone Boccherini. La prima rappresentazione ebbe luogo al Burgtheater di Vienna durante la stagione di carnevale del 1770. 

## Storia delle rappresentazioni
Dopo l'inaugurazione a Vienna, l'opera fu rappresentata a Dresda nel 1772. Successivamente Salieri riutilizzò parte delle musiche di quest'opera in vari balletti senza titolo, e un'aria nell'opera La cifra. Sembra che Salieri abbia continuato per lungo tempo la revisione de L'amore innocente. Frequenti rappresentazioni ebbero luogo in traduzione tedesca col titolo Die Lügnerin aus Liebe: sotto la direzione di Gustav Friedrich Wilhelm Großmann nel 1783 a Bonn e Magonza, a Dresda sempre nel 1783, nel 1785 a Francoforte, a Berlino nel 1788; è stata documentata un'ultima rappresentazione nel 1793. La prima rappresentazione moderna ebbe luogo a Merano nel 1997.

## Trama
Epoca: XVIII secolo.
Luogo: il villaggio di Clausen nel Tirolo.
La trama ruota intorno a due giovani di campagna: Guidalba, figlia del pastore del villaggio, Cestone, e Despina, nipote e pupilla dello stesso Cestone. Despina è una fanciulla felice, innamorata del pastorello Despino; anche Guidalba è innamorata di Despino, ma progetta di abbandonare le Alpi e la vita rustica per un'esistenza più eccitante in città. Guidalba mette in atto una serie di sotterfugi per rompere il legame sentimentale tra Despino e Despina, e l'ascoltatore potrebbe pensare che questi sotterfugi siano destinati ad avere successo, soprattutto perché Despino viene rappresentato come uno sciocco credulone. Alla fine però l'amore tra Despino e Despina trionfa, e i due si promettono di sposarsi e trascorrere la vita in campagna.

## Struttura, genere, ricezione critica
Il lavoro di Salieri e Boccherini venne scritto secondo la tradizione dell'arte pastorale; il libretto per la première reca la descrizione pastorale per musica, e la partitura autografa di Salieri utilizza i termini "operetta" e "pastorale". Questi dettagli, uniti alla struttura molto snella – due atti con solo quattro cantanti – ha indotto molti studiosi a inserire quest'opera nel genere dell'intermezzo. Una caratteristica particolare di quest'opera è la scelta dell'ambientazione. Anziché nel più tipico villaggio dell'Italia meridionale, L'amore è ambientato nelle Alpi, in un villaggio tra Bressanone e Bolzano sul fiume Isarco. Queste località, attualmente italiane, al tempo della composizione dell'opera facevano parte dei territori degli Asburgo.
Il lavoro consiste principalmente di arie e cavatine, con pochi pezzi d'insieme. Ignaz Franz von Mosel, primo biografo di Salieri e fonte di informazioni di prima mano sul compositore, elogiò questo breve lavoro giovanile; scrivendo del libretto, egli affermò che «quest'opera si distingue per la trama semplice ma attraente e per l'ingenuità del linguaggio». Inoltre, Mosel notò che la musica è contraddistinta da scorrevoli melodie pastorali e da piacevoli motivi. Il personaggio di Despina, comunque, fa uso di passaggi di bravura e coloratura tipici dell'opera seria. Mosel vedeva questo impiego della coloratura come una debolezza e una minaccia alla coesione musicale dell'opera e lo attribuì a concessioni dovute alla protagonista della première, il soprano Clementina Baglioni.  Per Volkmar Braunbehrens questo si addice al personaggio di Despina, donna nobile di cuore, ed è forse un ingenuo tentativo di utilizzare lo jodel come coloratura, in modo simile a ciò che settanta anni più tardi avrebbe fatto Donizetti per La figlia del reggimento, che è anche ambientata nelle Alpi. Accanto agli elementi pastorali e alle arie di bravura, Salieri and Boccherini inclusero anche un'aria cantata in falsetto da Cestone per creare un effetto comico. Charles Burney commentò l'opera in occasione di una rappresentazione a Dresda nel 1772, e scrisse che «la musica, come il dramma e l'interpretazione, erano volutamente innocenti; nulla che potesse minimamente sedurre o infiammare si doveva vedere o sentire; tutto era veramente tranquillo e soporifero come una ninna-nanna». Una visione diversa fu quella di Goethe; in una lettera a Charlotte von Stein, del 5 novembre 1785, egli elogiò una rappresentazione di quest'opera, definendola affascinante.
In quest'opera Salieri fece dei passi sulla strada della maturazione come compositore. Basandosi sull'esperienza della sua prima opera rappresentata, Le donne letterate, ne L'amore Salieri allargò molto il ruolo melodico e orchestrale della viola. Mosel inoltre fa notare che il compositore utilizzò una linea di basso armonico più attiva, e migliorò significativamente l'uso della modulazione nei singoli numeri dell'opera.. Il pubblico applaudì quest'opera, che comunque a Vienna all'epoca della première venne giudicata come un modesto successo.

## Brani importanti
- Ah se foss'io smarrito – aria di Despina nel primo atto, con una parte estesa per oboe solista, successivamente adattata per essere inserita nell'opera Il mondo alla rovescia, anche se poi non utilizzata.
- Non vo' gia che vi suonino – aria di Guidalba nel secondo atto, successivamente rielaborata e inserita ne La cifra.

## Discografia
- 2000 - Ruven Martinez (Despino), Susanne Winter (Despina), Elisa Luppi (Guidalba) - Direttore: Ulrich Weder - Orchestre del conservatorio di Verona e del conservatorio di Monaco di Baviera - House of Opera CD10277[15]
- 2003 - The Salieri Album, interpretato da Cecilia Bartoli con l'Orchestra of the Age of Enlightenment diretta da Ádám Fischer (Decca 475 100-2), contiene  E voi da buon marito ... Non vo' già che vi suonino, recitativo e aria di Lisotta da La cifra, rielaborazione di Ah se foss'io smarrito dal secondo atto de L'amore innocente.